# West Toronto Nationals
West Toronto Nationals, tudi znan pod vzdevkom »Westionals«, je bil mladinski hokejski klub iz Toronta. Deloval je v ligi Ontario Hockey Association od 1929 do 1936. Domača dvorana kluba je bila Mutual Street Arena in kasneje Maple Leaf Gardens. Pred 1929 je bil klub zaradi rdečih puloverjev znan pod imenom West Toronto Redmen. 
West Toronto je bil prvak Prvenstva vzhodne Kanade leta 1930. Napredovali so v boj za pokal Memorial Cup 1930, a so izgubili proti moštvu Regina Pats v dveh tekmah z 1-3 in 2-3.
Leta 1936 je klub kot prvak OHA osvojil pokal J. Ross Robertson Cup. Pri tem je v dveh tekmah porazil moštvo Kitchener Greenshirts. Moštvo je vodil vodilni strelec lige OHA in dobitnik nagrade Eddie Powers Memorial Trophy John O'Flaherty. Klub je nadaljeval in osvojil pokal George Richardson Memorial Trophy, ter zastopal vzhodno Kanado v boju za Memorial Cup. Slednjega je leta 1936 tudi osvojil, v dveh tekmah je porazil moštvo Saskatoon Wesleys, z izidoma 5-1 in 4-2. 

## NHL igralci
11 igralcev je napredovalo do lige NHL:
| - Norm Collings - Roy Conacher - Jack Crawford - John Doran | - Jimmy Fowler - Bob Gracie - Red Heron - Bill Jennings | - John »Peanuts« O'Flaherty - George Parsons - Bill Thoms |

## Izidi
Izidi izpred 1937/38 so za zdaj nedostopni.